# کارمزیا
کارمزیا (به پرتغالی: Carmésia) یک منطقهٔ مسکونی در برزیل است که در میناز ژرایس واقع شده‌است. کارمزیا ۲٬۶۴۶ نفر جمعیت دارد.